# Alain Chenu
 (janvier 2018).
Alain Chenu est un sociologue français. Ses travaux portent sur les inégalités sociales, les emplois du temps, la sociologie de la célébrité et l’histoire des enquêtes en sciences sociales.

## Biographie
Après avoir enseigné la sociologie à l’université de Provence de 1972 à 1989, il exerce comme professeur à l’Université de Nice puis à celle de Versailles-Saint-Quentin. De 1996 à 1999 il préside la 19e section (Sociologie et démographie) du Conseil national des universités. De 1997 à 2003 il est chargé de mission au Laboratoire de sociologie quantitative (Centre de recherche en économie et statistique, Institut national de la statistique et des études économiques). 
Nommé professeur à l’Institut d’études politiques de Paris, il dirige l’Observatoire sociologique du changement de 2003 à 2013. Depuis 2014, il est professeur émérite à l'IEP où il exerce, de 2021 à 2025, la fonction de référent Intégrité scientifique,.

## Thèmes de recherche
Les premiers travaux d’Alain Chenu traitent de la vie des ouvriers au travail ou en dehors de l’entreprise. Ils s’inscrivent dans la perspective d’une sociologie urbaine inspirée de Marx et de Gramsci. Ils se focalisent sur l’emploi, les modes de vie et les engagements politiques des ouvriers de l’industrie à différents échelons : région marseillaise, France entière…
Le sociologue développe ensuite une analyse du monde des employés, qu’il décrit comme un « archipel » dont les transformations résultent des processus de féminisation, de tertiarisation, d’informatisation et du développement de l’emploi dans les services publics,.
Alain Chenu publie une douzaine d’articles et chapitres d’ouvrages sur les évolutions des rôles féminins et masculins, en s’appuyant sur la série des enquêtes sur les emplois du temps réalisées par l’INSEE depuis 1966,.
Alain Chenu s’est intéressé à l’histoire de différents programmes d'observation empirique en sciences sociales, en caractérisant les dispositifs de catégorisation sous-jacents, les méthodes de collecte et d’analyse, les modalités de financement. 
Il a appliqué cette grille : 
- aux monographies de familles réalisées par Frédéric Le Play et ses continuateurs, 
- aux enquêtes sur les emplois du temps, 
- aux enquêtes sur la fréquentation de la messe dominicale effectuées sous la direction de Gabriel Le Bras et de Fernand Boulard, 
- à la statistique criminelle de l’Egypte de René Maunier, restée à l’état de manuscrit, 
- et aux travaux de Louis-Adolphe Bertillon sur la mortalité infantile, la variole, la phtisie, les accidents ; attentif aux effets d'âge, novateur dans l'expression graphique de ses analyses, Bertillon s'affirme comme un des grands  fondateurs de la démographie moderne.
Il mène depuis 2010 une analyse des couvertures de l’hebdomadaire Paris Match parues depuis 1949. Il montre que l’actualité est de plus en plus souvent traitée sur un mode personnalisé, et que les rubriques de la politique et des spectacles abordent de plus en plus fréquemment l’actualité sous l’angle de la vie familiale et amoureuse des célébrités, à l’exemple de ce qui a toujours été le cas avec la rubrique des aristocraties.

## Ouvrages
- L'usine et la vie. Luttes régionales : Marseille et Fos, avec Danielle Bleitrach, La Découverte, coll. Luttes sociales, 1979, 226 p.
- L'archipel des employés, INSEE-études,  1990, 228 p.[15]
- Les employés, Paris, La Découverte, coll. Repères, 1994, 122 p.[16]
- La France dans les comparaisons internationales. Guide d'accès aux grandes enquêtes statistiques en sciences sociales, Alain Chenu & Laurent Lesnard (dir.), Paris, Les Presses de Sciences Po, 2011, 221 p.[17]

## Editions critiques
- Le Play (Frédéric) et al., Les Mélouga. Une famille pyrénéenne au XIXe siècle. Présentation et postface d’Alain Chenu. Paris, Nathan, 1994 (coll. « Essais et recherches »), 240 p. [Note critique : Papy (Michel), « La famille souche revisitée », Etudes rurales, 1995, 137 : 89-94]
- Bertillon (Louis-Adolphe), Écrits sur la mortalité (1855-1877). Textes rassemblés et commentés par Alain Chenu, Paris, Ined Éditions, 2023 (coll. « Classiques de l’économie et de la population »), 696 p.   [Recensions : Brée (Sandra), Annales de démographie historique, 2023, 146 : 219-221